# Duiquer de potes blanques
El duiquer de potes blanques (Cephalophus crusalbum) és una espècie d'antílop de mida mitjana de la família dels bòvids i la subfamília dels duiquers (Cephalophinae). Viu al Gabon i la República del Congo. Peter Grubb el descrigué inicialment com una subespècie del duiquer d'Ogilby (C. ogilbyi). Tanmateix, actualment se'l considera una espècie a part a conseqüència de la revisió taxonòmica dels ungulats duta a terme amb Colin Groves el 2011.